# Antonie Jacobus Ackermann

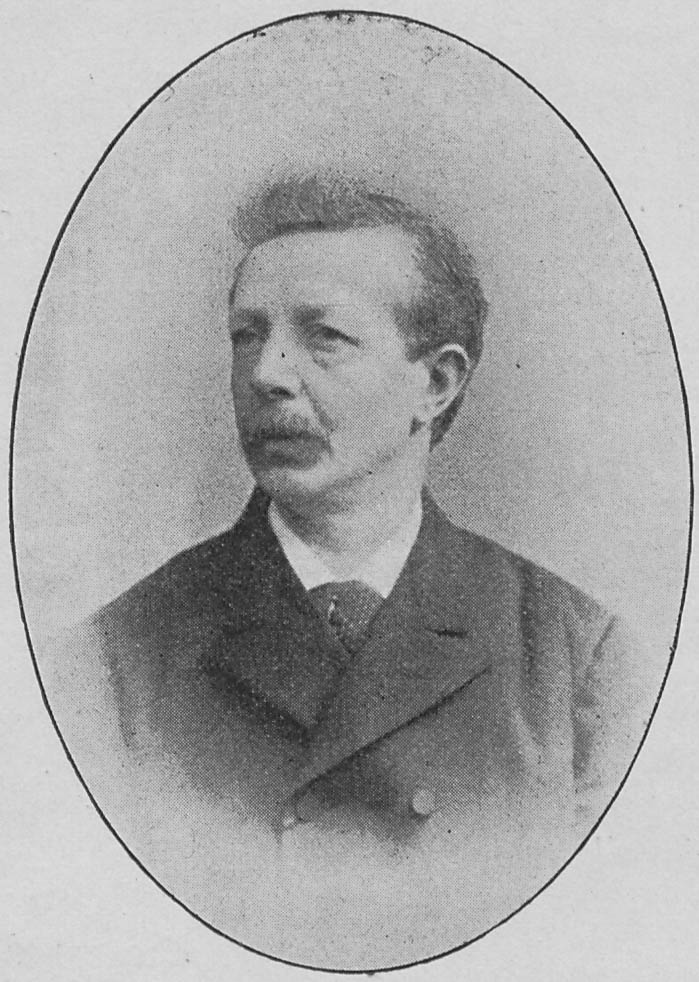
Antonie Jacobus Ackerman

Antonie Jacobus Ackermann  (* 2. April 1836 in Rotterdam; † 22. April 1914 in ’s Gravenhage, Den Haag) war ein niederländischer Pianist, Organist, Musikpädagoge und Komponist.

## Leben
Antonie Jacobus Ackermann studierte er der Königlichen Musik- und Gesangsschule, ab 1900 Koninklijk Conservatorium Den Haag. Seine Dozenten waren Friedrich Johann Xavier Wirtz (Klavier), Willem Nicolaï (Orgel und Klavier, 1829–1896) und Johann Heinrich Lübeck (Harmonielehre und Komposition, 1799–1896). Von 1865 bis 1905 unterrichtete er selbst Musiktheorie, Klavier und Orgel an der Königlichen Musik- und Gesangsschule. Er wurde stellvertretender Direktor und ab 1905 Bibliothekar. Ab 1886 war er Sekretär der Niederländischen Tonkünstlervereinigung.

## Werke (Auswahl)
Antonie Jacobus Ackermann komponierte vor allem Lieder und Klavierwerke.
- op. 2 Zwei Lieder ohne Worte für Klavier, Willem Nicolai gewidmet I Wehmuth – Allegro molto II Frühlingsgruss – Andante con espressione, publiziert bei Brix von Wahlberg, Amsterdam  OCLC 65881425
- op. 3 Psalm 23 für gemischten Chor
- op. 4 Drei Lieder ohne Worte für Klavier
- op. 4 Am See; ruhiger Gedanke, Salonstück für Klavier, verlegt bei Brix von Wahlberg in Amsterdam; auch Fassung für Violine oder Flöte und Klavier als Autograph[3]
- op. 6 Meilied [Mailied]. Text: Jan Pieter Heye, publiziert bei Weygand und van Eck in ’s Gravenhage OCLC 71491011
- op. 7 Nieuwe Psalmwijze op. 7. Das Werk wurde bei einem von der Firma Weygand & Co. organisierten Kompositionswettbewerb prämiert.
- op. 8 Jubelmarsch, 1880, für das Cäcilienfest in Den Haag komponiert
- op. 9 Drei Lieder
- op. 10 Gavotte für Klavier
- op. 11 Zwei Albumblätter für Klavier
- op. 12 Sechzehn Klavierstücke für Klavier zu vier Händen, im Umfang von fünf Tönen, publiziert bei van Eck in ’s Gravenhage,OCLC 71718136
- op. 14 Ave verum für eine Gesangstimme, publiziert be van Eck in Den Haag OCLC 71491008
- op. 15 Ave Maria für Gesangstimme und Klavier OCLC 71481829
- Hélène; Polka mazurka, publiziert bei Le Haye in Den Haag OCLC 71715483
- Trauer-Marsch, zum Andenken an den Herrn Musicdirector J.H. Lubeck, publiziert bei Weygand, Den Haag, 1865 OCLC 65881432